# Decyzja na komendę (film)
Decyzja na komendę (ang. Command Decision) – amerykański film wojenny z 1948 roku w reżyserii Sama Wooda.

## Fabuła
II wojna światowa. Amerykański generał "Casey" Dennis (Clark Gable) walczy z decyzją przełożonych o zbombardowaniu niemieckich fabryk, mając świadomość potencjalnej liczby ofiar.

## Obsada
- Clark Gable - generał K.C. "Casey" Dennis
- Walter Pidgeon - generał Roland Goodlaw Kane
- Van Johnson - Immanuel T. Evans
- Brian Donlevy - generał Clifton I. Garnet